# Pseudalectrias tarasovi
Pseudalectrias tarasovi är en fiskart som först beskrevs av Popov, 1933.  Pseudalectrias tarasovi ingår i släktet Pseudalectrias och familjen taggryggade fiskar. Inga underarter finns listade i Catalogue of Life.